# Kampfläufer
Der Kampfläufer (Calidris pugnax, Syn.: Philomachus pugnax) ist ein Schnepfenvogel der Paläarktis, der in der nördlichen Tundra, aber auch in feuchten Niederungswiesen und Mooren in ganz Eurasien brütet. Kampfläufer sind Zugvögel. Brutvögel aus Nordwesteuropa überwintern zumeist im westafrikanischen Binnenland, z. B. im inneren Nigerdelta in Mali. Auf dem Durchzug in die Brutgebiete kann man Kampfläufer auf feuchten Niederungen oder auch auf Schlammflächen beobachten.
Die Rote Liste der Brutvögel Deutschlands von 2020 führt die Art in der Kategorie 1 als in Deutschland vom Aussterben bedroht, wobei anzumerken ist, dass Deutschland am Rande des Verbreitungsgebiets der Art liegt. Weltweit ist die Art keineswegs gefährdet und wird deshalb in der internationalen Roten Liste in der Stufe der geringsten Gefährdung, nämlich „nicht gefährdet“ (least concern) geführt.

## Erscheinungsbild
Kampfläufer haben eine geschuppte Oberseite und einen mittellangen, leicht abwärts gebogenen Schnabel. Dieser ist bei juvenilen Vögeln und im Prachtkleid des Weibchens grauschwarz und im Schlichtkleid beider Geschlechter für gewöhnlich an der Basis grau bis rosa und zur Spitze hin dunkel. Bei adulten Männchen ist er dunkel, orangerot oder rosa und an der Spitze oft dunkler.
Die Männchen der Kampfläufer erreichen eine Körpergröße von 26 bis 32 Zentimetern und wiegen zwischen 130 und 230 Gramm. Die Flügelspannweite beträgt 55 bis 60 Zentimeter. Im Brutkleid haben die meisten Männchen einen schwarzen, orangen, kastanienbraunen oder weißen Kragen, der ihnen den englischen Namen ruff (Kragen) eingetragen hat.
Weibchen sind auffallend kleiner als die meisten Männchen. Sie erreichen eine Körpergröße von 20 bis 25 Zentimetern und wiegen zwischen 70 und 150 Gramm. Ihre Flügelspannweite beträgt 47 bis 52 Zentimeter. Sie können daher auch im Schlichtkleid durch die Größe von den Männchen unterschieden werden.
Bei Jungtieren haben die Federn auf der Oberseite einen breiten, hellen zimt- oder cremefarbenen Rand. Die Oberseite wirkt dadurch besonders grob geschuppt. Die Beine sind graugrün bis grüngelb. Brust und Hals sind cremefarben bis blassbeige, der Scheitel ist schwarz gestrichelt.

## Verbreitung
Das Brutareal des Kampfläufers erstreckt sich vom Nordwesten Europas über die küstennahen Tiefländer Nordmitteleuropas und die feuchte Taiga Osteuropas bis in die Tundren Ostsibiriens, wo sie bis zur Tschuktschenhalbinsel vorkommen. Verbreitungsschwerpunkte sind Russland und Fennoskandinavien. Sie fehlen auf Island und allen arktischen Inseln Russlands. In den Niederlanden, Deutschland und Polen kommen nur noch Restbestände vor, in Ungarn ist der Kampfläufer nur noch unregelmäßig ein Brutvogel.
Kampfläufer sind Langstreckenzieher. Ihre wichtigsten Winterquartiere finden sich in Afrika südlich der Sahara und im Süden Asiens. In kleiner Zahl überwintern sie auch in Vorderasien und im Mittelmeergebiet sowie selten im atlantischen Westeuropa. Die Winterbestände in Afrika können sehr groß sein. So wurden im Februar 1972 im Senegal mehr als eine Million Kampfläufer beobachtet und im Gebiet des Tschadsees im März 1957 mehr als 500.000 Individuen.

## Lebensraum

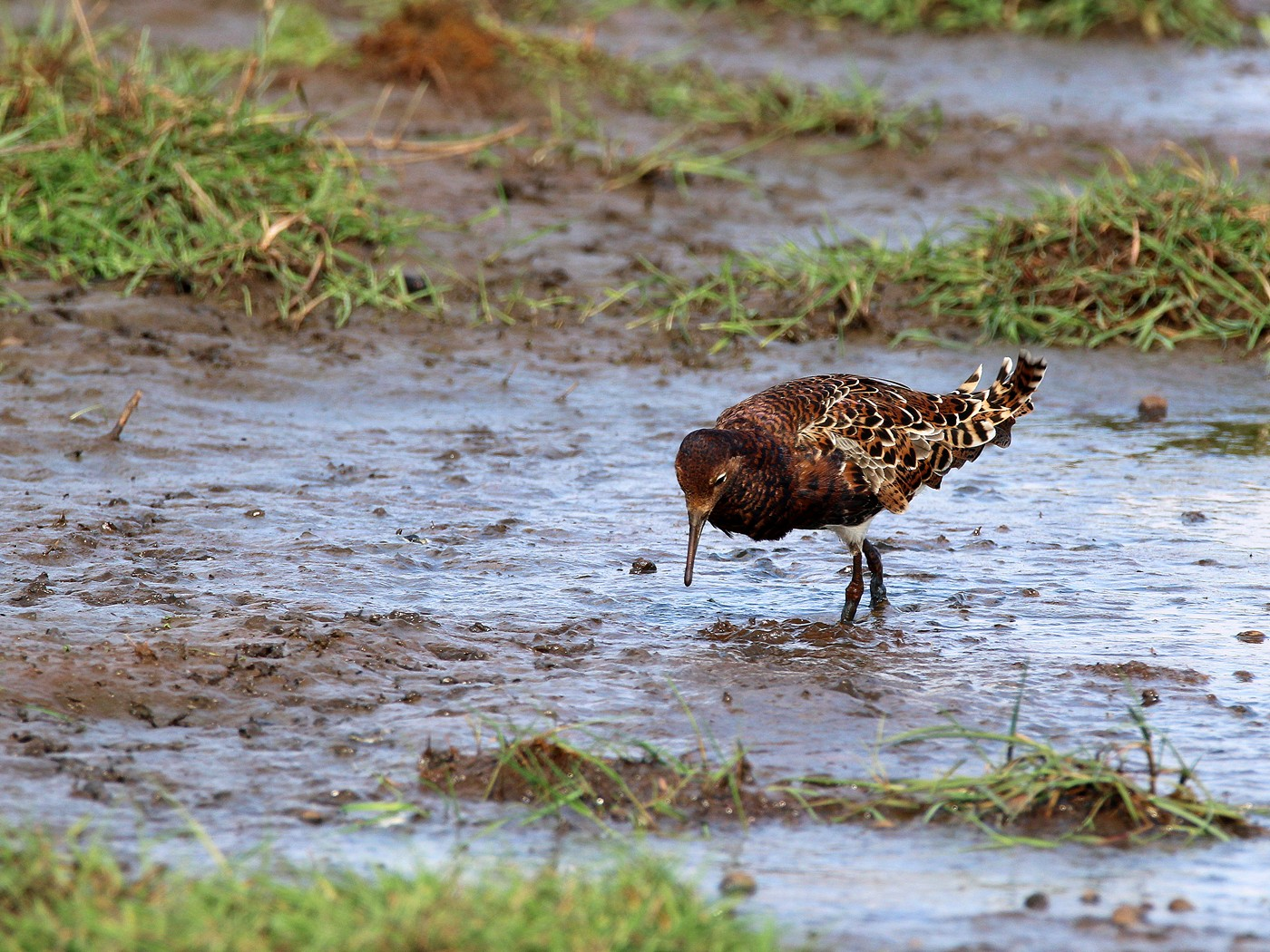
Kampfläufer in Mecklenburg

Der Kampfläufer ist ein Brutvogel feuchter Niederungswiesen, Moore, Seggenwiesen und feuchter Tundra. In Mitteleuropa ist er vor allem küstennah verbreitet und kommt dort in mit Tümpeln und Gräben durchsetzten Wiesen vor, die extensiv genutzt werden. Die Neststandorte sind relativ trocken. Die Nahrungsplätze befinden sich entweder am Wasser oder auf feuchtem Untergrund. Für die Fortbewegung der Küken ist generell eine sehr kurze Vegetation notwendig.
Während des Durchzugs halten sie sich auf Schlammflächen, feuchten Wiesen und auf Äckern auf. Im Winterquartier nutzen sie Süß- und Brackwasser sowie Reisfelder.

## Fortpflanzung

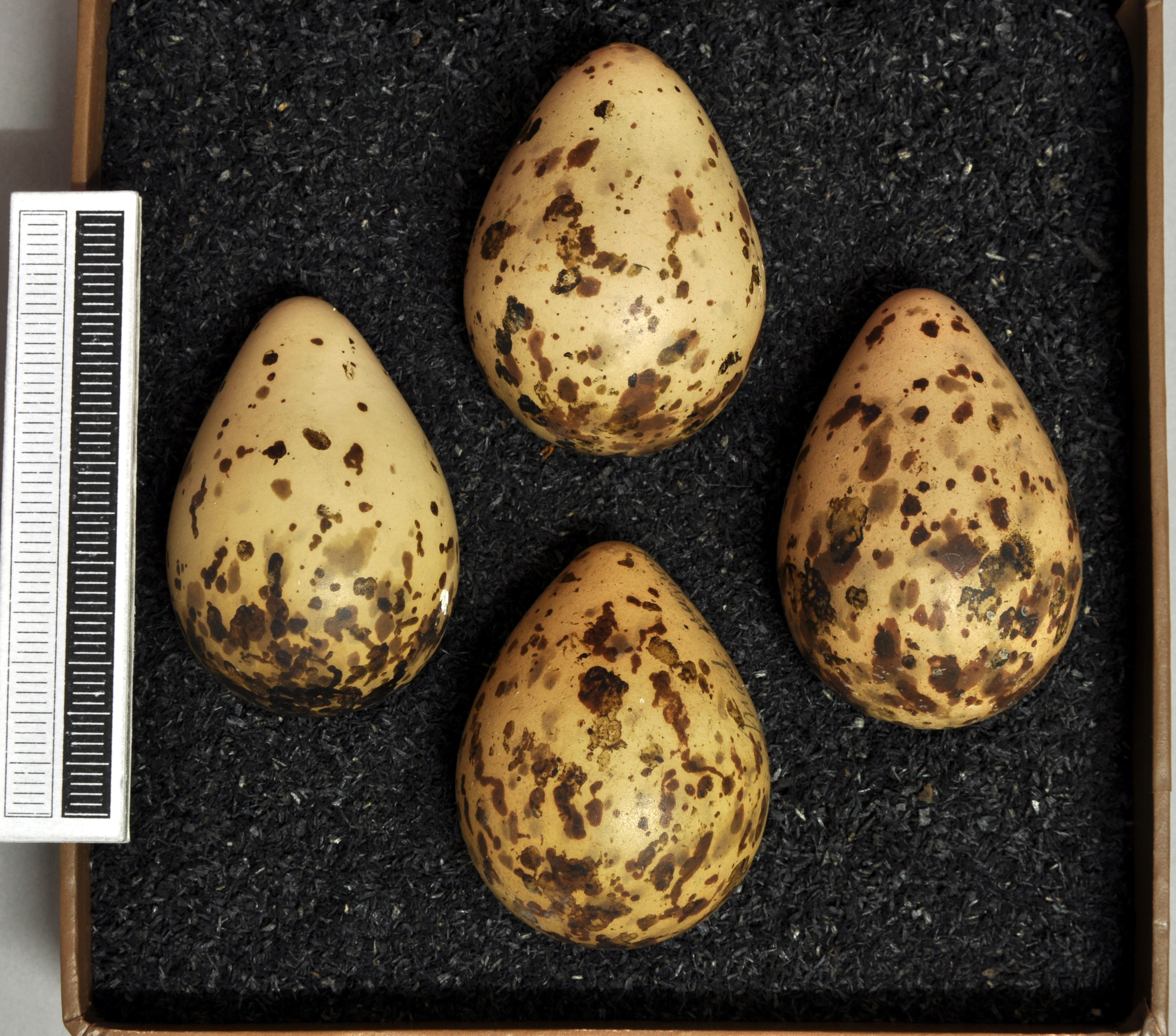
Gelege, Sammlung Museum Wiesbaden

Bei den Kampfläufer erreichen die Weibchen die Geschlechtsreife bereits im ersten Lebensjahr, sie brüten aber gewöhnlich erstmals im zweiten Lebensjahr. Bei den Männchen haben einjährige Vögel nur sehr geringe Kopulationschancen, da sich die Schmuckfedern erst relativ spät entwickeln.

### Balz und Paarungsstrategie

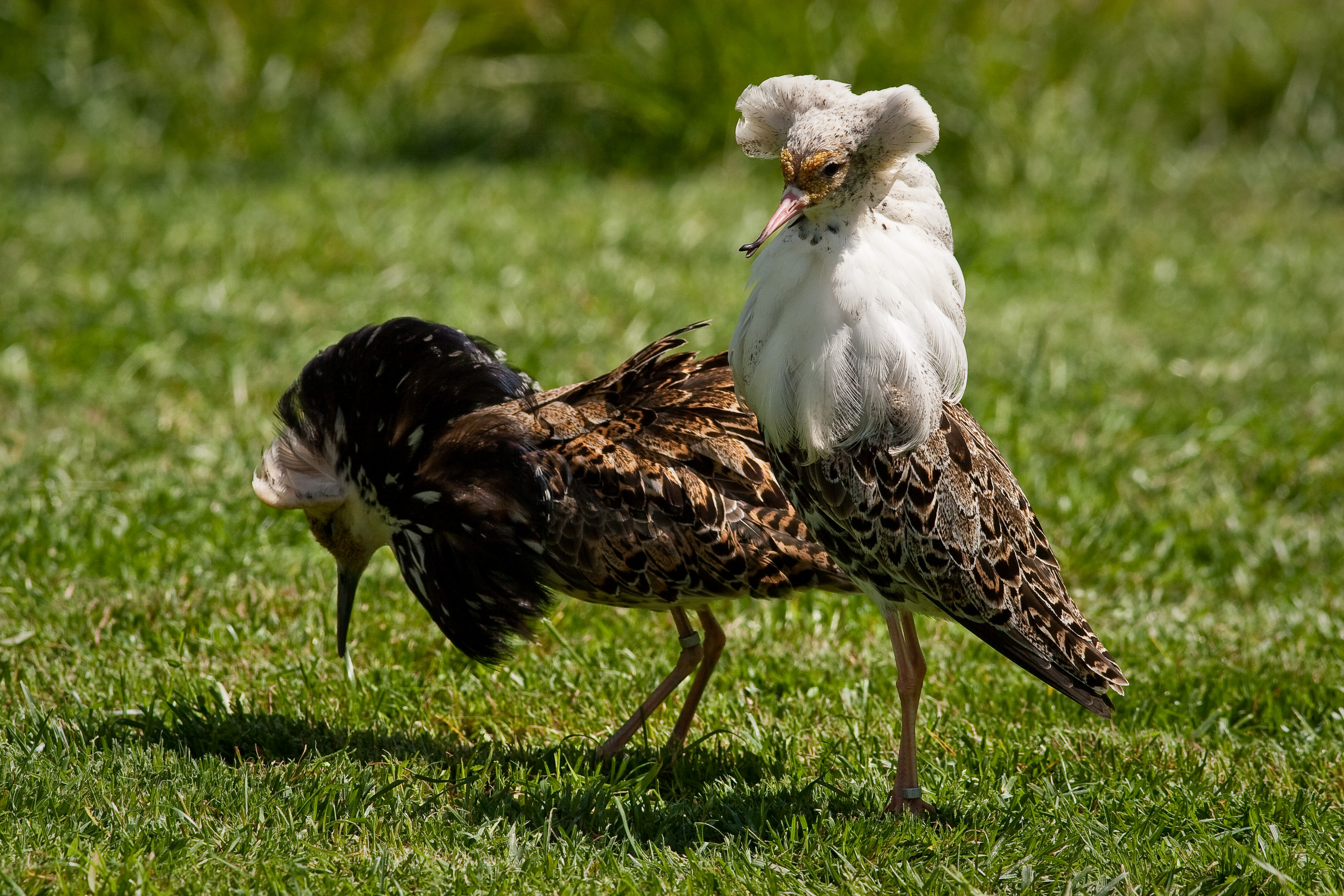
Zwei Männchen im Prachtkleid

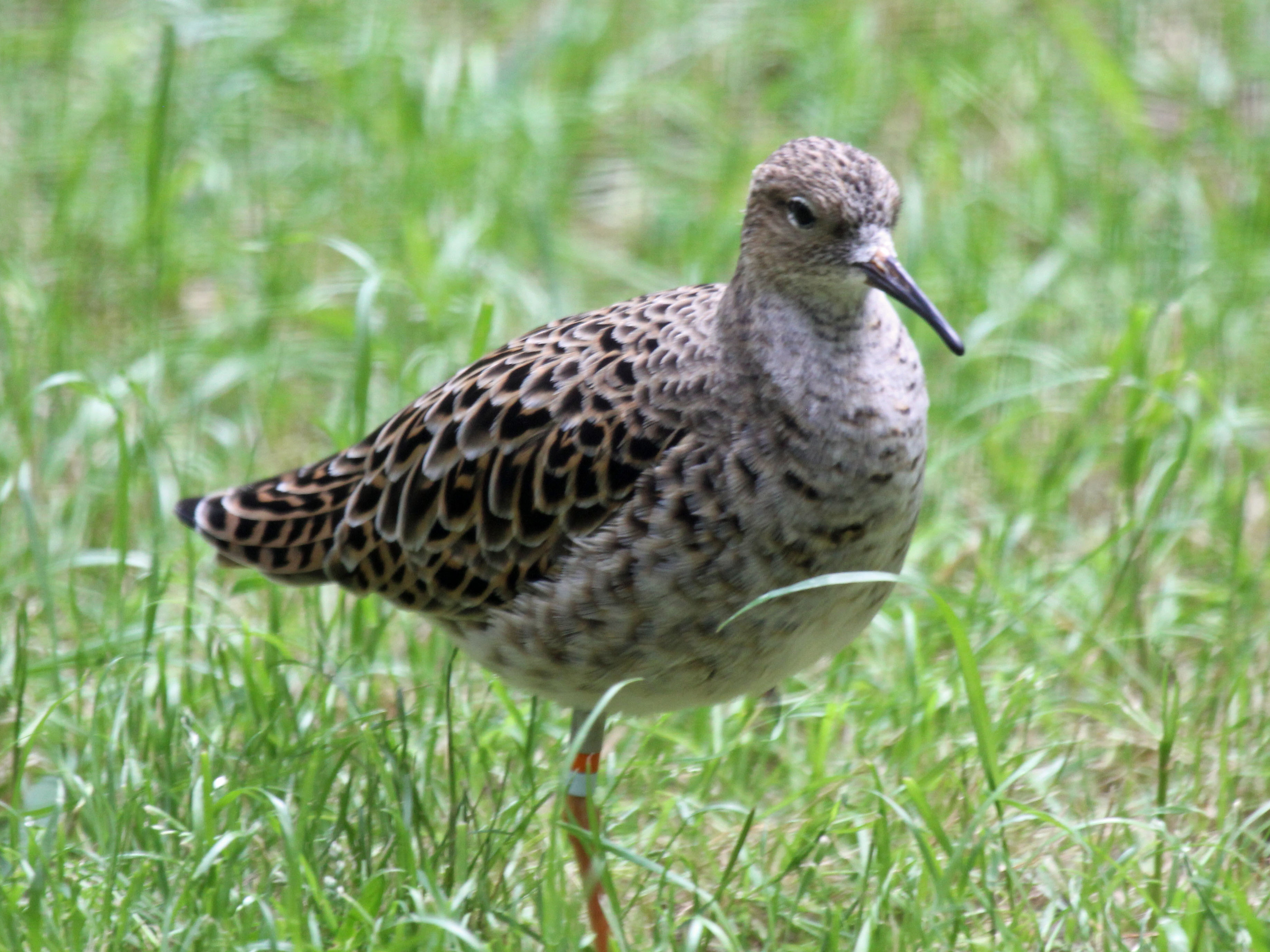
Ausgewachsenes Weibchen

Kampfläufer haben ein sehr kompliziertes Paarungssystem, die englische Bezeichnung ist lekking behaviour, was mit Arena-Balzverhalten übersetzt werden kann. Balzarenen von Kampfläufern sind normalerweise kleine, 1 m × 1 m große Schlammflächen nahe kleinen Gewässern in der Nähe des Brutgebietes. Es gibt jedoch auch Arenen im Zuggebiet. Dieselben Balzarenen werden traditionell jedes Jahr wieder benutzt. Männchen präsentieren sich in ihren Balzarenen den Weibchen, die dann das Männchen wählen, mit dem sie sich paaren wollen.
Es gibt drei Arten von männlichen Paarungsstrategien, wovon zumindest zwei durch einen genetischen Polymorphismus festgelegt sind. Die Männchen, die die verschiedenen Strategien verfolgen, können sowohl durch Merkmale des Gefieders, der Größe als auch durch das Verhalten voneinander unterschieden werden. Die am häufigsten vorkommende Strategie des „residenten Männchens“ (84 %) hat im Brutkleid einen tief schwarzen oder kastanienbraunen bis orangeroten Kragen. Diese Männchen verteidigen kleine, etwa 1 m × 1 m große Arenen, wobei sie ein aggressives Verhalten vor allem gegenüber den Männchen zeigen, die einen dunklen Kragen tragen. Hier balzen sie aktiv um Weibchen, die zur Paarungszeit zu diesen Arenen kommen, um Männchen auszuwählen.
Satelliten-Männchen sind weniger häufig (16 %). Sie sind marginal kleiner als residente Männchen und haben einen weißen oder zumindest sehr hellen Kragen. Sie verteidigen keine eigenen Arenen, stattdessen halten sie sich in der Nähe von residenten Männchen am Rande von deren Arenen auf. Auf diese Weise können sie ab und zu Paarungen ergattern. Die Satelliten werden von den Residenten geduldet, weil sich bei Anwesenheit eines Satelliten die Weibchen auch häufiger mit Residenten paaren. Beobachtet wurde sogar ein spezifisches Anwerbeverhalten der Männchen mit einem dunklen Kragen. Verteidigt ein dunkelkragiger Vogel seine Arena alleine und ein hellkragiges Männchen taucht am Rand der Arena auf, dann knickt der dunkelkragige Vogel seine Beine in den Fersengelenken ein und weist mit dem Schnabel senkrecht zum Erdboden. Dies wird als Aufforderung verstanden, sich dem dunkelkragigen Vogel in der Arena anzuschließen. Aus welchem Grund Weibchen Arenen, die von zwei solchen Männchen besetzt sind, attraktiver finden, ist bislang nicht geklärt. Diese beiden Fortpflanzungsstrategien werden autosomal vererbt.
Eine dritte Strategie wurde von einem aufmerksamen friesischen Vogelberinger entdeckt: Ihm fiel auf, dass die Flügellängen eine dreigipfelige Verteilung hatten und nicht, wie bei sexuellem Größendimorphismus, eine zweigipfelige. Die Vögel der mittleren Klasse, die sehr selten vorkamen (<1 %), sahen aus wie Weibchen. Sowohl durch Sektionen von toten Tieren als auch durch DNS-Tests wurde festgestellt, dass es sich bei diesen Vögeln ebenfalls um Männchen handelt. Diese Männchen, Faeder genannt, mausern nicht ins Brutkleid, sondern behalten ihr schlichtes Federkleid auch zur Paarungszeit. Es wird vermutet, dass sich Faeder Paarungen erschleichen, indem sie vorgeben, weiblich zu sein, und so den Aggressionen der Residenten aus dem Weg gehen können. Man weiß nicht, ob diese Strategie erblich ist, es steht jedoch fest, dass solche Vögel ein Leben lang ein Faeder bleiben. Die Bezeichnung Faeder stammt aus dem Friesischen und bedeutet „Urahn“.
Das Paarungsverhalten der Kampfläufer ist nicht ausschließlich auf Arenen begrenzt. Männchen werben auch außerhalb der Arenen um die Weibchen, die dann allerdings meistens mit Nahrungsaufnahme beschäftigt sind. Innerhalb einer Arena paaren sich die Männchen deswegen etwa sechsmal so häufig  wie außerhalb von Arenen.

### Evolution der Paarungsstrategien

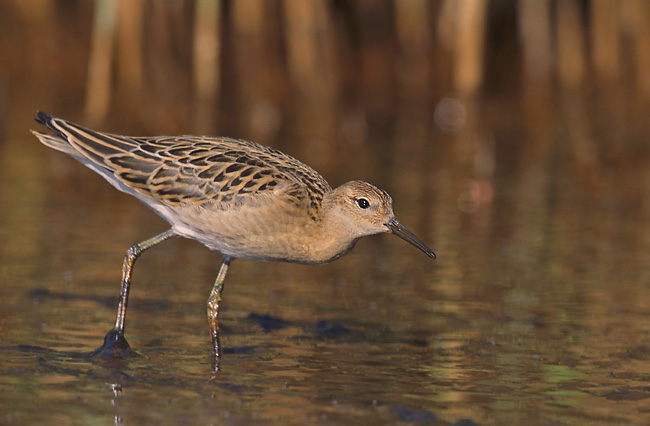
Kampfläufer im Jugendkleid

Zwei neue Studien haben gezeigt, dass der genetische Polymorphismus, der das Paarungsverhalten des Kampfläufers bestimmt, auf eine große Umstrukturierung auf Chromosom 11 der Tiere zurückzuführen ist. Die erste genetische Veränderung trat vor etwa 3,8 Millionen Jahren ein, als sich ein Teil des Residentenchromosoms 11 herauslöste und in falscher Orientierung wieder eingebaut wurde. Dieser, Inversion genannte, Prozess ließ das sogenannte Faederallel entstehen. Vor etwa 500.000 Jahren kam es erneut zu seltenen Rekombinationserreignissen zwischen dem Faeder- und dem Residentenallel. Das Ergebnis war ein Satellitenallel. Der Faeder ist somit nicht, wie sein Name suggeriert, der „Urahn“ aller drei Männchenformen, sondern aus dem Residenten entstanden und somit nur evolutionär älter als die Satellitenmännchen. Die 4.5 Megabasen (MB) umfassende Inversion betrifft etwa 90 Gene, eines davon ist das CENPN-Gen, welches genau an den Bruchstellen der beiden Chromosomenstücke lokalisiert ist. Die Inaktivierung des Gens hat schwerwiegende Folgen für den Organismus, und die Stammbaumanalysen einer seit 30 Jahren in Gefangenschaft gehaltenen Kampfläuferkolonie zeigte, dass es dort nie ein Individuum gab, welches die Inversion in homozygoter Form trug. Die Wissenschaftler gehen deshalb davon aus, dass zwei defekte Kopien dieses Gens – und damit der Inversion – tödlich sind. Über den Zeitraum der vergangenen 3,8 Millionen Jahre haben sich weiter Mutationen in der Inversion angesammelt. Dazu zählen u. a. drei Deletionen, also DNA-Abschnitte, die nicht mehr vorhanden sind. Zwei dieser Deletionen betreffen evolutionär hochkonservierte Bereiche nahe den zwei Genen HSD17B2 und SDR42E1, die beide zur Produktion von Steroidhormon notwendig sind. Hormonmessungen von balzenden Kampfläufern haben gezeigt, dass Residentenmännchen zur Paarungszeit viel Testosteron in ihrem Körper haben, wobei sowohl Satelliten- als auch Faedermännchen nur eine Erhöhung von Androstendion, einem Zwischenprodukt bei der Testosteronsynthese, aufweisen. Die Autoren schlussfolgern, dass die Entfernung des evolutionär konservierten Elements die Expression von HSD17B2 und SDR42E1 verändert und damit zu unterschiedlichen Verhaltensweisen und Aussehen der Kampfläufermännchen führte.

### Aufzucht der Jungvögel
Von der Wahl des Neststandortes bis zum Flüggewerden der Jungvögel ist die Brutpflege ausschließlich Sache der Weibchen. Das Nest ist meist gut in der Vegetation versteckt, und die Vegetation kann über dem Nest haubenartig zusammengezogen sein. Es findet sich meist auf Wiesen am Rand von Überschwemmungszonen oder nassen Stellen. Der Legebeginn ist ab Mai bis Anfang Juni, in Fennoskandinavien legen Kampfläufer ihre Eier erst ab Ende Mai. Das Gelege umfasst gewöhnlich vier Eier. Diese sind kreiselförmig und haben eine graue bis olivgrüne Grundfarbe. Sie sind aschgrau und dunkelbraun gefleckt, wobei die Fleckung am stumpfen Pol besonders dicht ist. Das Legeintervall beträgt 24 bis 36 Stunden, die Weibchen beginnen erst nach der Ablage des letzten Eis zu brüten. Die Brutdauer beträgt 20 bis 23 Tage. Während der ersten sieben bis zwölf Lebenstage hudert das Weibchen die Jungen. Gefüttert werden sie nur eine kurze Zeit nach dem Schlupf. Die Jungvögel picken bereits nach wenigen Tagen selbständig nach Nahrung. Sie werden mit 25 bis 28 Tagen flügge.

## Bestand

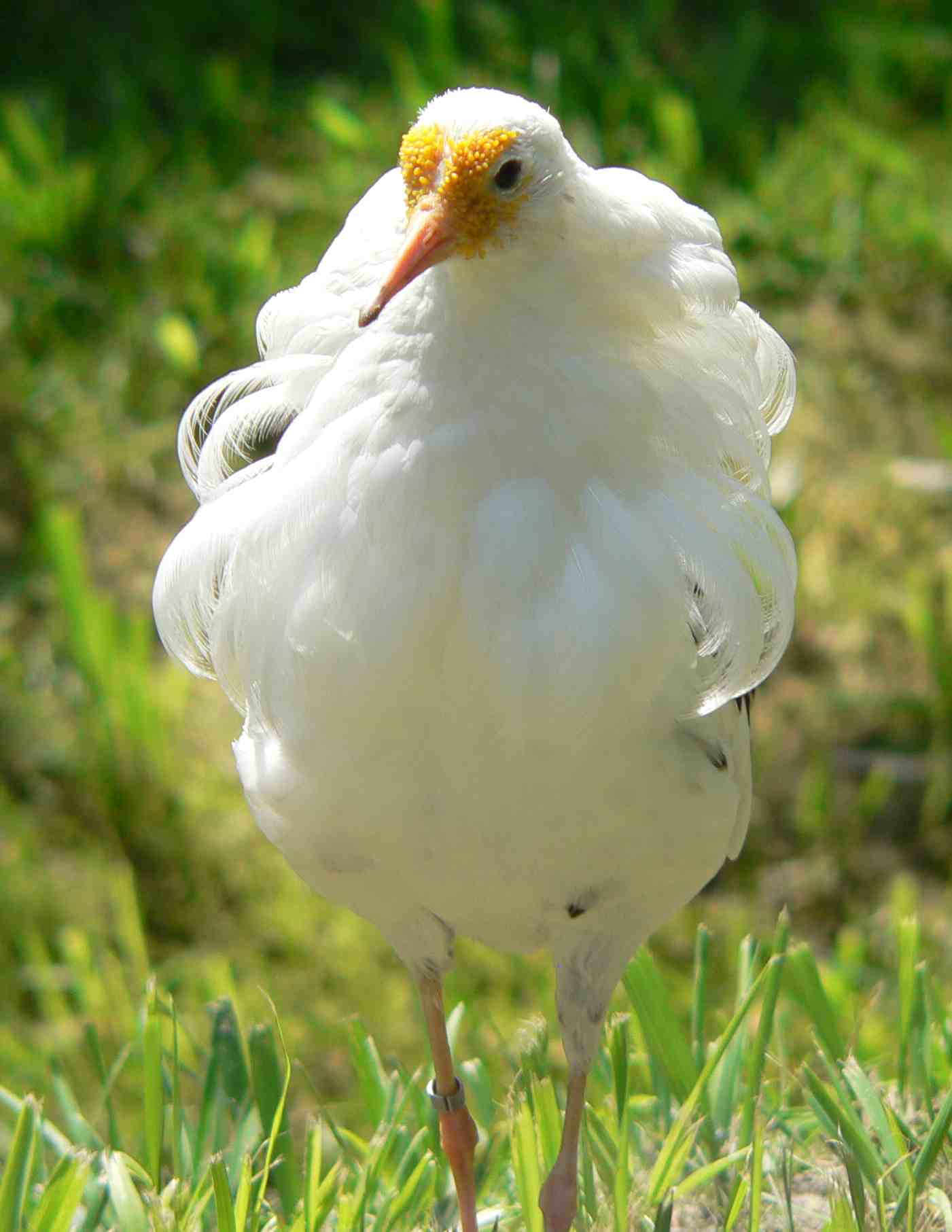
Kampfläufer mit weißem Kragen

### Bestandsentwicklung und Bestand
Der Kampfläufer war in Mitteleuropa noch bis ins 19. Jahrhundert weit verbreitet. Entwässerungsmaßnahmen und eine veränderte Landwirtschaft führten zu Lebensraumverlusten, die zur Folge hatten, dass es seit 150 Jahren sowohl in Mitteleuropa als auch in anderen Regionen Europas eine anhaltende und dramatische Bestandseinbuße und Aufgabe von Brutarealen gibt. Die Aufgabe von Brutarealen begann in den peripheren, mittelgebirgsnahen Brutgebieten. In Baden-Württemberg, Hessen und in Sachsen-Anhalt gab es bereits zu Beginn des 20. Jahrhunderts keine Brutbestände mehr. In Bayern, Ungarn und Österreich erloschen die Populationen zwischen den 1930er und 1950er Jahren. Im Norden Mitteleuropas hielten sich kleine Binnenlandvorkommen noch bis in die 1940er und 1950er Jahre, zu Beginn des 21. Jahrhunderts gibt es größere Binnenlandvorkommen nur noch in den Niederlanden und Polen. Der Bestand in Belgien erlosch 1977, in der deutschen Elbniederung 1988. Seit 1999 gibt es auch keine Brutnachweise für die Elbmarschen mehr. Auch an der Nordseeküste gab es dramatische Rückgänge. So gab es in den Niederlanden zu Beginn des 20. Jahrhunderts noch etwa 10.000 Kampfläuferweibchen, in den 1950er Jahren noch 6.000 und gegen Ende des 20. Jahrhunderts nur noch 100 bis 140. Gebietsweise sind Kampfläufer heute vollständig auf Schutzgebiete beschränkt. Hauptursache für die dramatischen Bestandsrückgänge ist eine Lebensraumzerstörung durch Melioration, Grünlandumbruch, Eindeichung, Entwässerung und Grundwasserabsenkung sowie eine Aufforstung von Mooren, Torfabbau und eine Aufgabe der Beweidung. Zahlreiche Gelege und Jungvögel gehen durch eine frühe Mahd verloren.
Vereinzelte Bruten kommen noch in Deutschland (2005: 20–40 Brutpaare) und den Niederlanden vor, die ursprüngliche Brutpopulation in dieser Gegend gilt jedoch als ausgestorben. Zu den Schutzmaßnahmen zählten ein intensiver Schutz oder eine Neuanlage von extensiv genutztem Feuchtgrünland, Flussniederungen und feuchten Moorwiesen sowie der Schutz und Erhalt von Salzgrasland und Salzweiden.

### Bestandsprognosen
Der Kampfläufer gilt als eine der Arten, bei der sich die Klimaerwärmung besonders deutlich auswirken wird. Eine Forschergruppe, die im Auftrag der britischen Umweltbehörde und der RSPB die zukünftige Verbreitungsentwicklung von europäischen Brutvögeln auf Basis von Klimamodellen untersuchte, geht davon aus, dass 58 Prozent des heutigen Verbreitungsgebietes dieser Art bis zum Ende des 21. Jahrhunderts keinen geeigneten Lebensraum mehr bieten werden. Infolge der Klimaerwärmung ist der Kampfläufer möglicherweise in der Lage, Nowaja Semlja und Teile von Spitzbergen zu besiedeln. Die Arealgewinne können die Arealverluste weiter im Süden und Westen nicht ausgleichen. Das potentielle zukünftige Verbreitungsgebiet wird nach diesen Prognosen nur noch zu 48 Prozent der Größe des heutigen Verbreitungsareals entsprechen.

## Schutzstatus

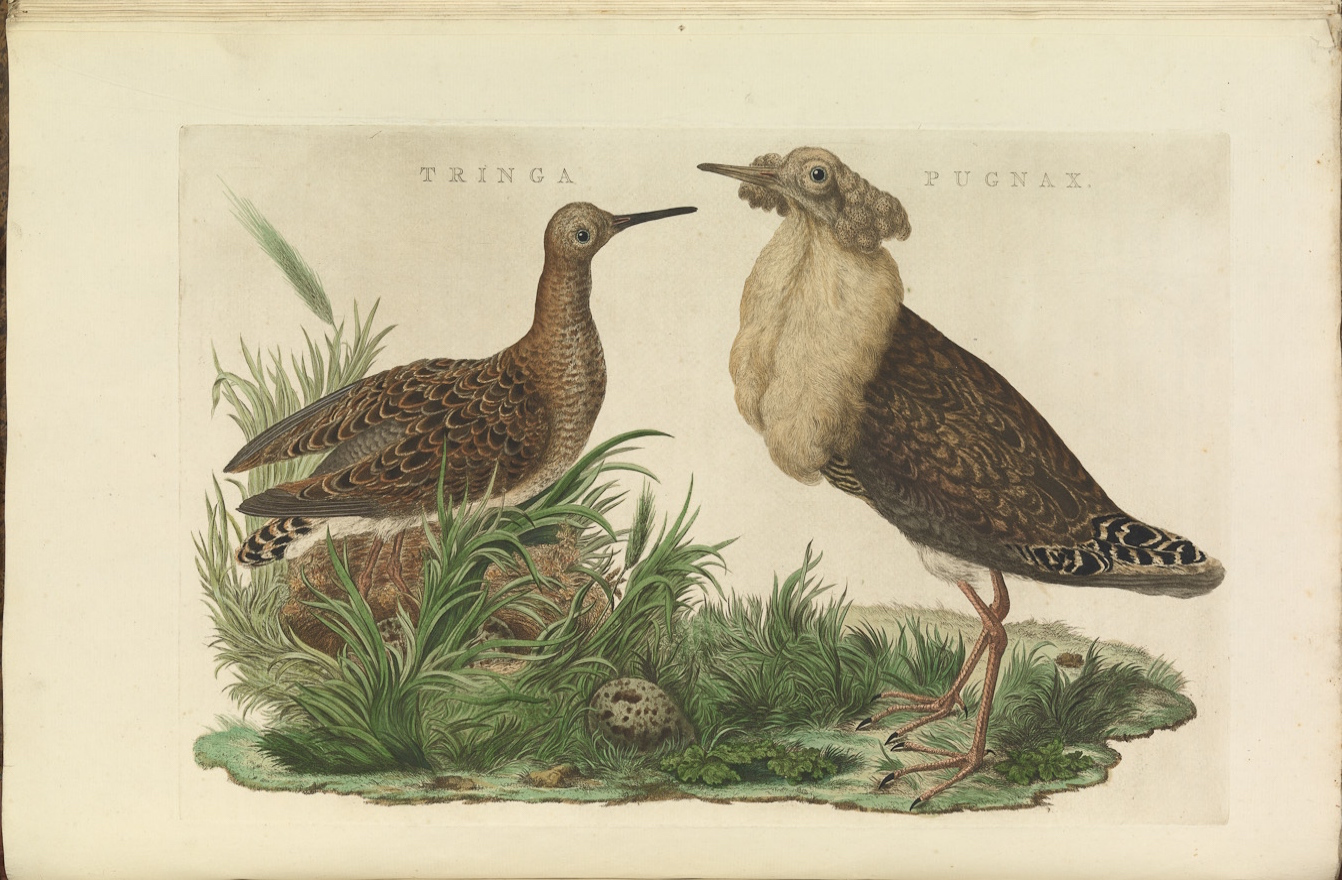
Kampfläufer in Nederlandsche Vogelen, 1. Teil (1770)

Der Kampfläufer ist in Deutschland in der Anlage 1 zur Bundesartenschutzverordnung verzeichnet. Er ist eine Art des Anhangs I der EU-Vogelschutzrichtlinie (RL 2009/147/EG).

## Trivia
Der Asteroid des mittleren Hauptgürtels (8763) Pugnax ist nach dem Kampfläufer benannt (wissenschaftlicher Name: Philomachus pugnax). Die Benennung des Asteroiden erfolgte am 2. Februar 1999. Der Grund der Namenswahl: Bei Benennung war der Bestand des Kampfläufers in den Niederlanden gefährdet.